# Лесное (городская администрация Риддера)
Лесное (каз. Лесное, до 2017 г. — Дом отдыха Лениногорский) — село в Восточно-Казахстанской области Казахстана. Входит в состав городской администрации Риддера. До 2013 года входило в состав упразднённой Ульбинской поселковой администрации. Код КАТО — 632431400.

## Население
В 1999 году население населённого пункта составляло 256 человек (123 мужчины и 133 женщины). По данным переписи 2009 года, в населённом пункте проживали 254 человека (133 мужчины и 121 женщина).